# 서주경
서주경(본명: 조연희, 1970년 7월 13일 ~ )은 대한민국의 가수이다.

## 학력
- 영해여자정보고등학교 졸업

## 경력
- 2008년 경상남도 하동군 홍보대사

## 수상
- 1996년 국제 팝송 경연대회 금상 수상
- 1999년 제7회 IBU 국제가요제 금상 수상
- 2002년 스포츠연예정보신문사 모범가수상
- 2003년 제1회 트로트자나 방송국 팬들이 뽑은 최우수가수상
- 2012년 제19회 대한민국 연예예술상 전통가요전문 케이블방송선정 올해의 가수상

## 데뷔
- 1993년 1집 앨범 "발병이 난대요"

## 음반
- 1993년 발병이 난대요
- 1996년 당돌한 여자
- 2004년 O.K
- 2006년 쓰러집니다
- 2009년 벤치
- 2013년 안녕하세요
- 2016년 반칙
- 2019년 소나기
- 2020년 어쩌다

## 드라마
- 2006년 SBS 금요드라마 《내 사랑 못난이》 ... 서주경 역

## 가족 관계
- 어머니 : 유복순
  - 아들 : 장선우